# Antholzi-völgy
Az Antholzi-völgy németül: Antholzertal vagy röviden Antholz, olaszul: Valle di Anterselva egy alpesi völgy az észak-olaszországi Dél-Tirolban. A Puster-völgyből Olangnál észak felé kiágazó mellékvölgy, melynek felső vége az olasz–osztrák államhatáron fekvő Staller-nyereg. Elválasztja egymástól a Rieserferner-hegycsoportot és a Defereggen-hegycsoportot. Területén Rasen-Antholz (Rasun-Anterselva) község és részközségei osztoznak. A völgy folyóvize az Antholzi-patak, mely Olangnál a Rienz (Rienza) folyóba torkollik. Lakossága németajkú tiroli. A völgy 1919-ben került Olaszországhoz.

## Fekvése
A Dél-Tirol északkeleti peremén futó Puster-völgyből (Val Pusteria) Olang (Valdaora) városnál észak felé ágazik ki az Antholz-völgy. Antholz-Mittertal községrészig észak-déli irányban emelkedik, innen a völgy elkanyarodik és északkeleti irányban emelkedik tovább a Staller-nyeregig. 1000–1300 m tszf közötti magasságban a völgy települései sorjáznak (lásd lejjebb). A völgy felső végében, 1642  m tszf magasságban, a völgytalpon fekszik a 44 hektár területű Antholzi-tó (Antholzersee / Lago di Anterselva). A tó keleti partjától az út meredeken kapaszkodik fel a Staller-nyeregbe (2052 m tszf.), az osztrák–olasz államhatárra. Innen a kelet-tiroli Defereggen-völgybe lehet átkelni.
Az Antholzi-völgyet nyugaton és északon Rieserferner-csoport hegyei uralják. Legmagasabb csúcsa, 3436 m magas Hochgall a völgy nagy részéből jól látható. Keleten a Villgrateni-hegyek (Villgratner Berge) határolják a völgyet, e hegylánc legmagasabb csúcsa a Rote Wand (2818 m). Maga a Villgraten-völgy a hegylánc túlsó, osztrák oldalán fekszik, és Silliannál torkollik a Puster-völgy osztrák szakaszába.
A völgyön az Antholzi-patak (Antholzer Bach) folyik végig. A völgy nyugati lejtői, valamint az Antholzi-tó nyugati fele is természetvédelmi terület, a Rieserferner-Ahrn natúrpark része.
A völgy délre nyíló torkolata szembenéz a Puster-völgy túlső, déli oldalán álló magányos Kronplatz (Plan de Corones) heggyel, a népszerű túra- és síközponttal.

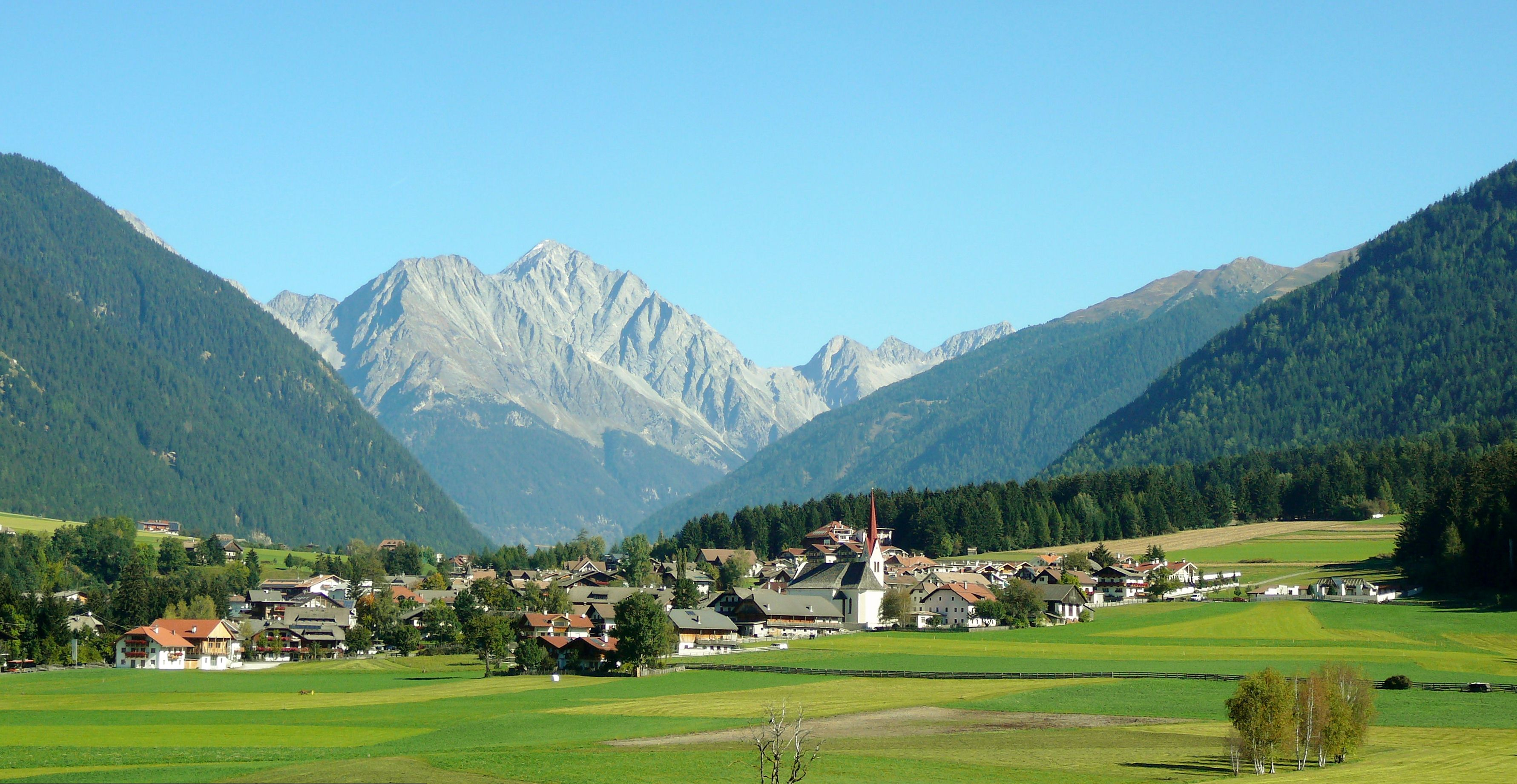
Niederrasen és a Rieserferner-hegyek
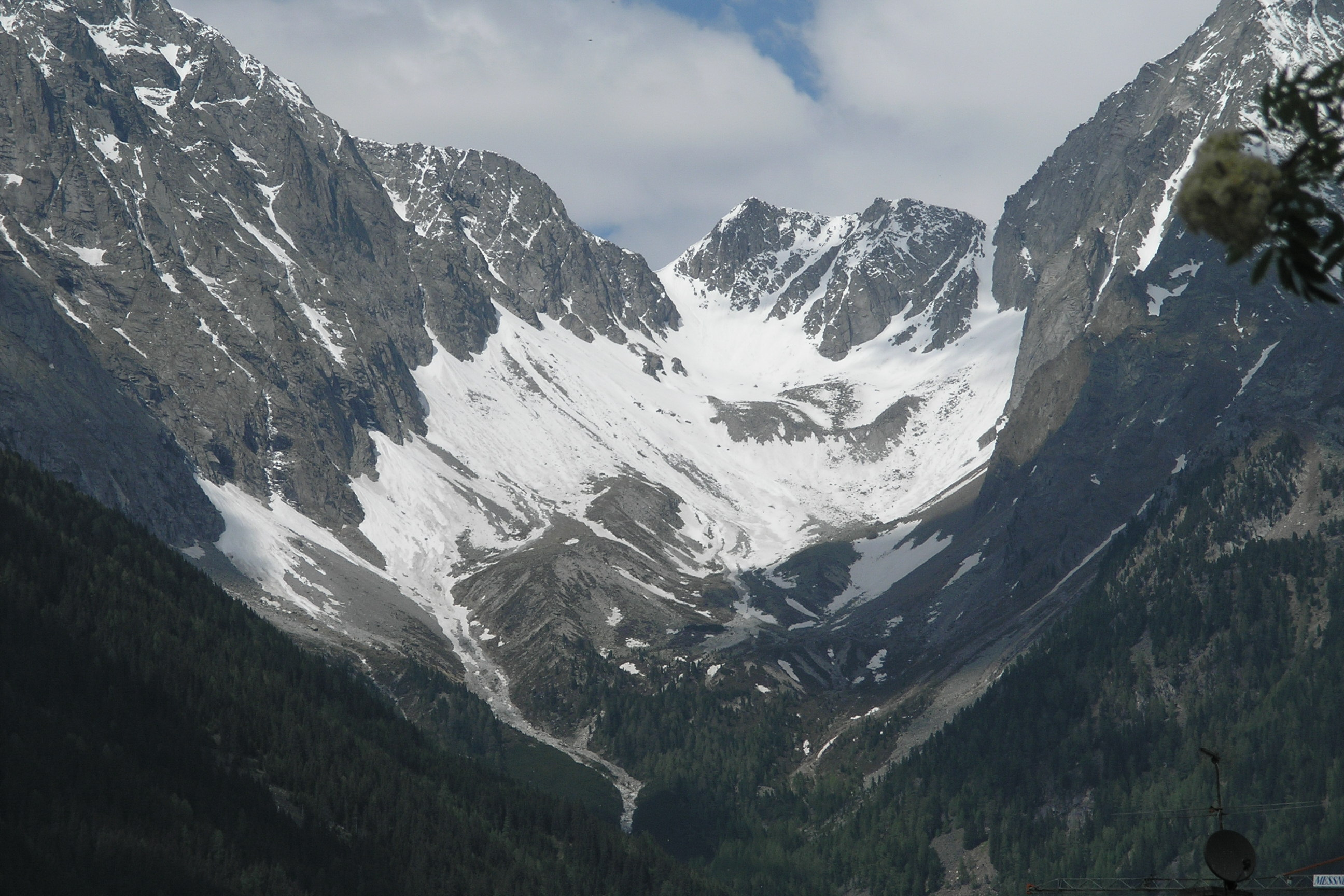
Rieserferner-csoport a völgyből
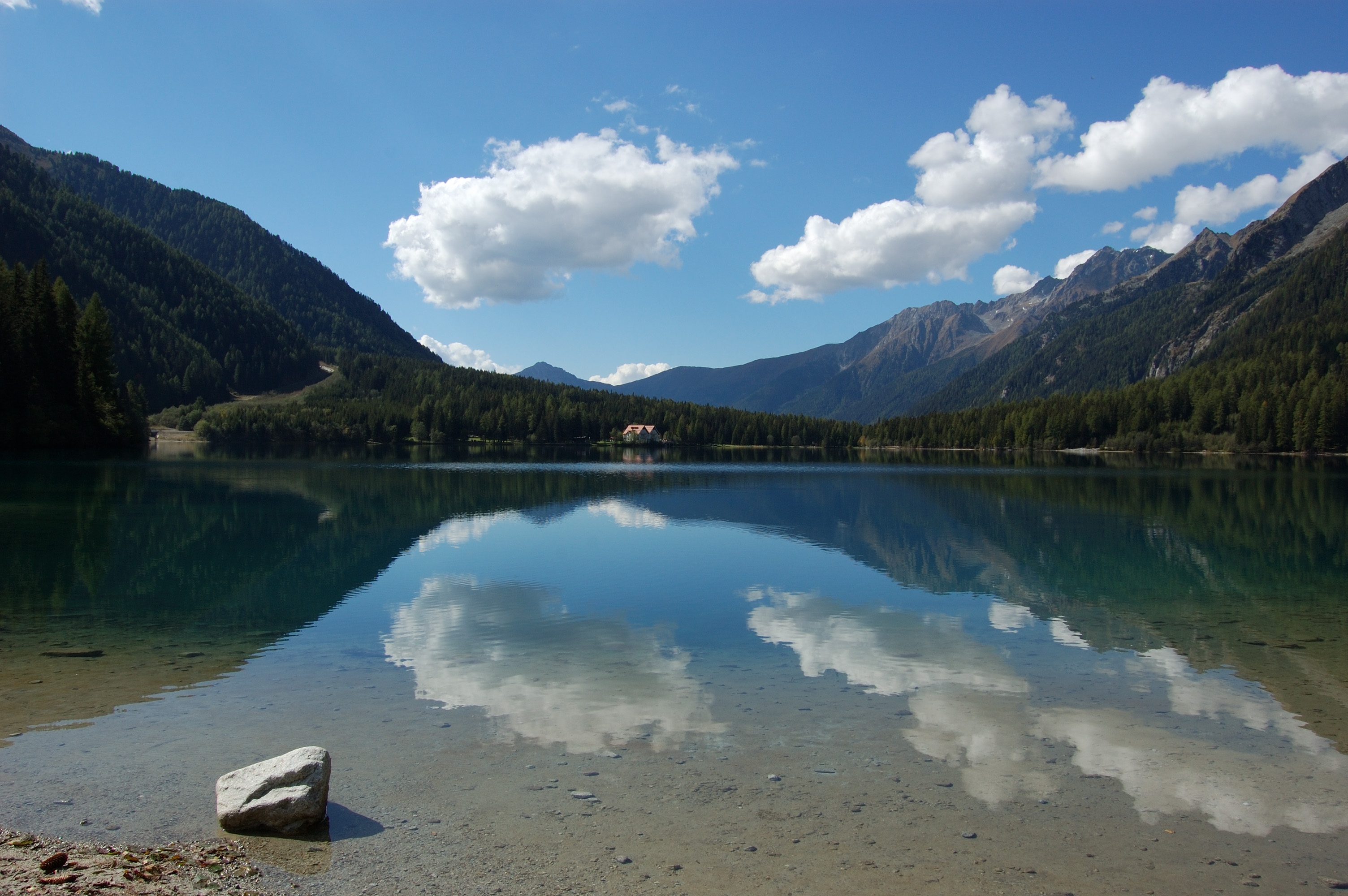
Az Antholzi-tó

A völgy jellege gleccservölgy. A széles völgytalp mindkét oldalon hirtelen megy át meredek hegyfalakba, ez különösen jellemző a felső, nyugati oldalon, ahol a Rieserferner-csoport hatalmas tömbje uralja a völgyet. A völgybe leszakadó hegyoldalakat számtalan mellékvölgy, hasadékvölgy, árok szaggatja, melyek állandó vagy időszakos hegyi patakokat vezetnek a völgybe. A csorbákkal, szakadékokkal szabdalt hegygerincekről ősidők óta rendszeres moréna-folyások, sárlavinák, törmelékomlások jöttek le, ezek idővel feltöltötték a völgytalpat. Az Antholzi-patak medrének nyomvonala sokszor megváltozott, a patakvölgyekben sok tó jött létre és tűnt el, ezek nyomát ma csak magaslati láptavacskák őrzik. Összefüggő vízfelületként egyedül csak az Antholzi-tó – Dél-Tirol harmadik legnagyobb természetes tava – maradt fenn, melyet a körülötte felhalmozódott törmelék-gátak duzzasztottak fel.

## Növényvilága

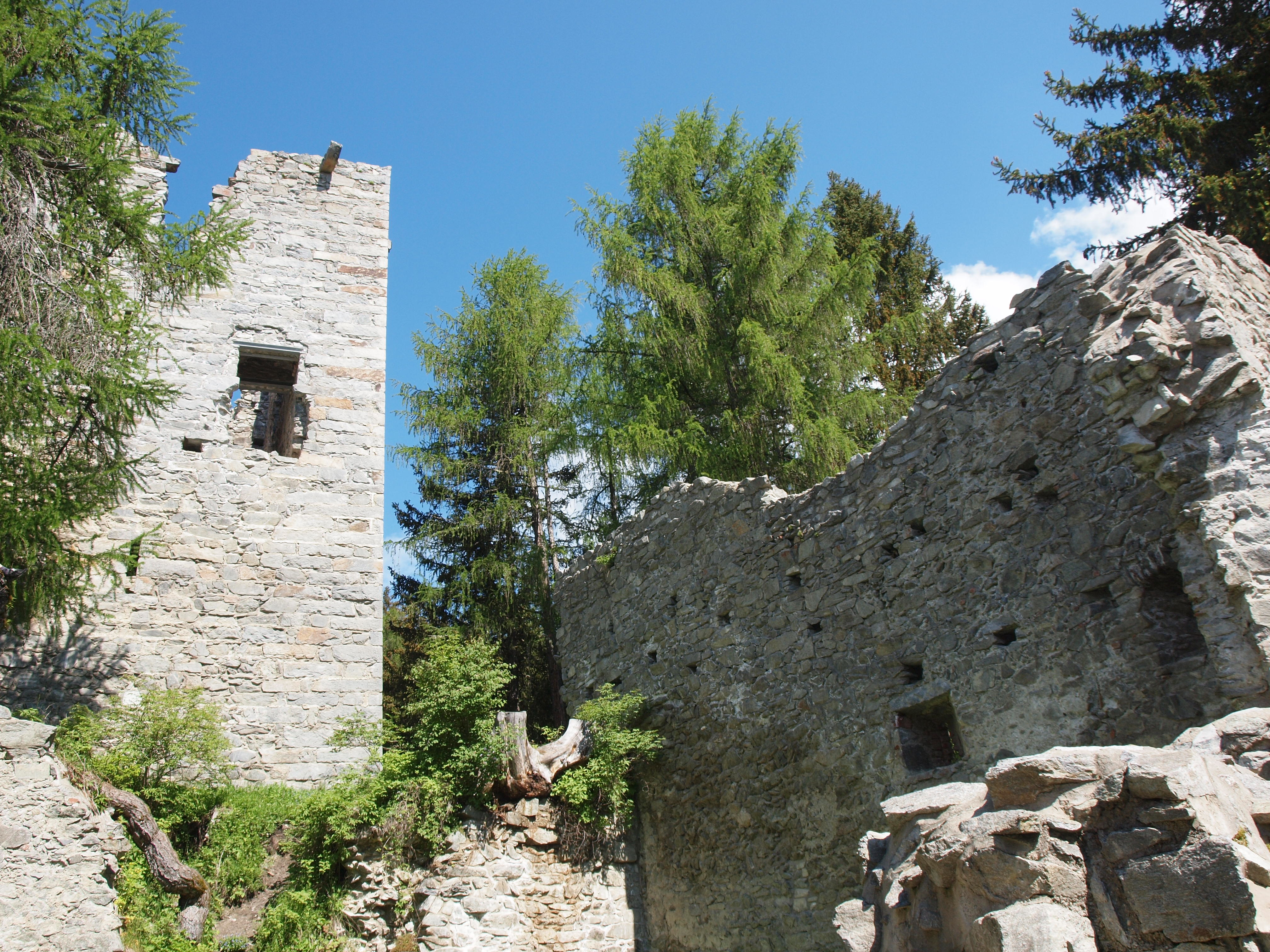
A Neurasen vár romjai

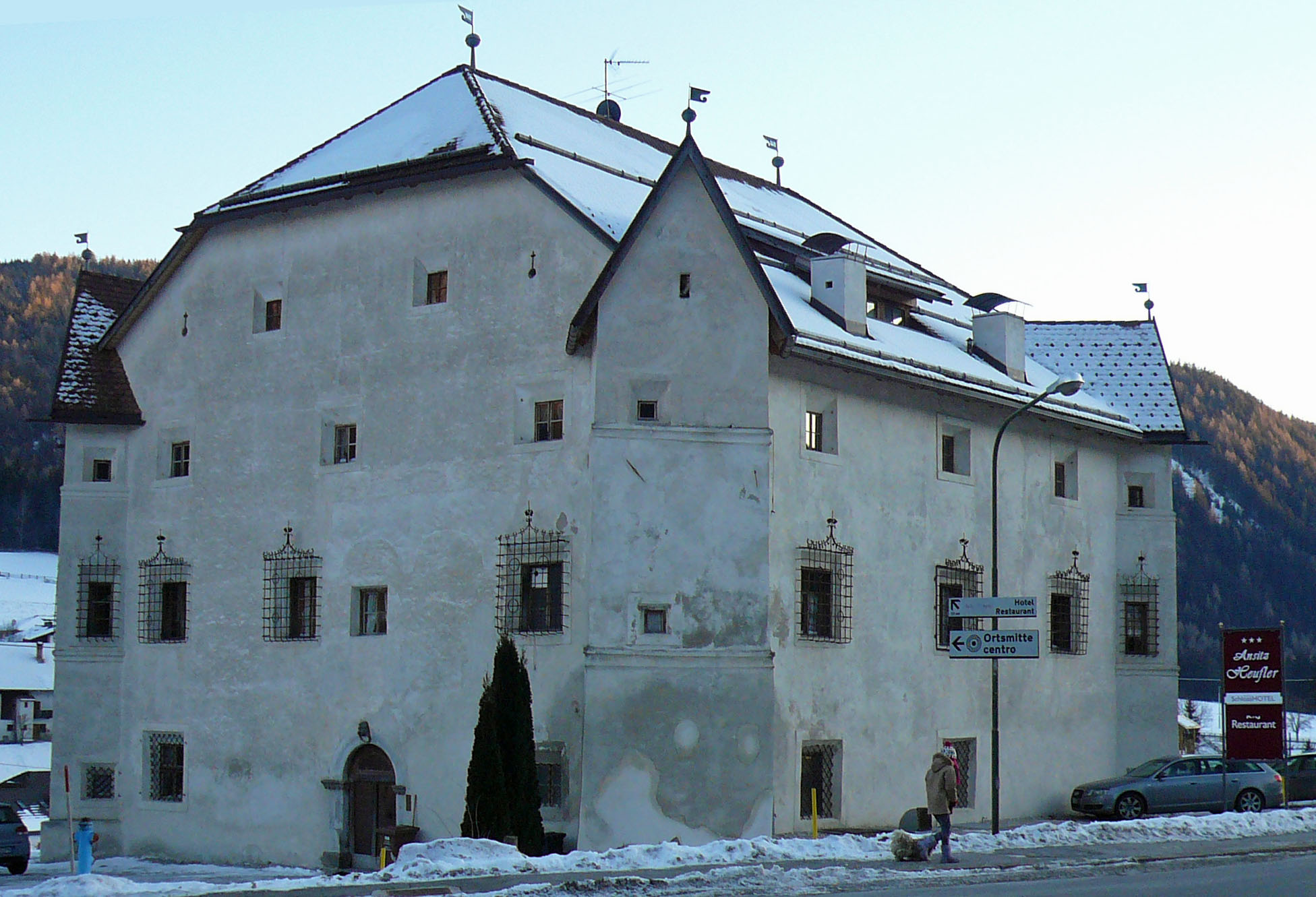
Heufler-kúria, Oberrasen

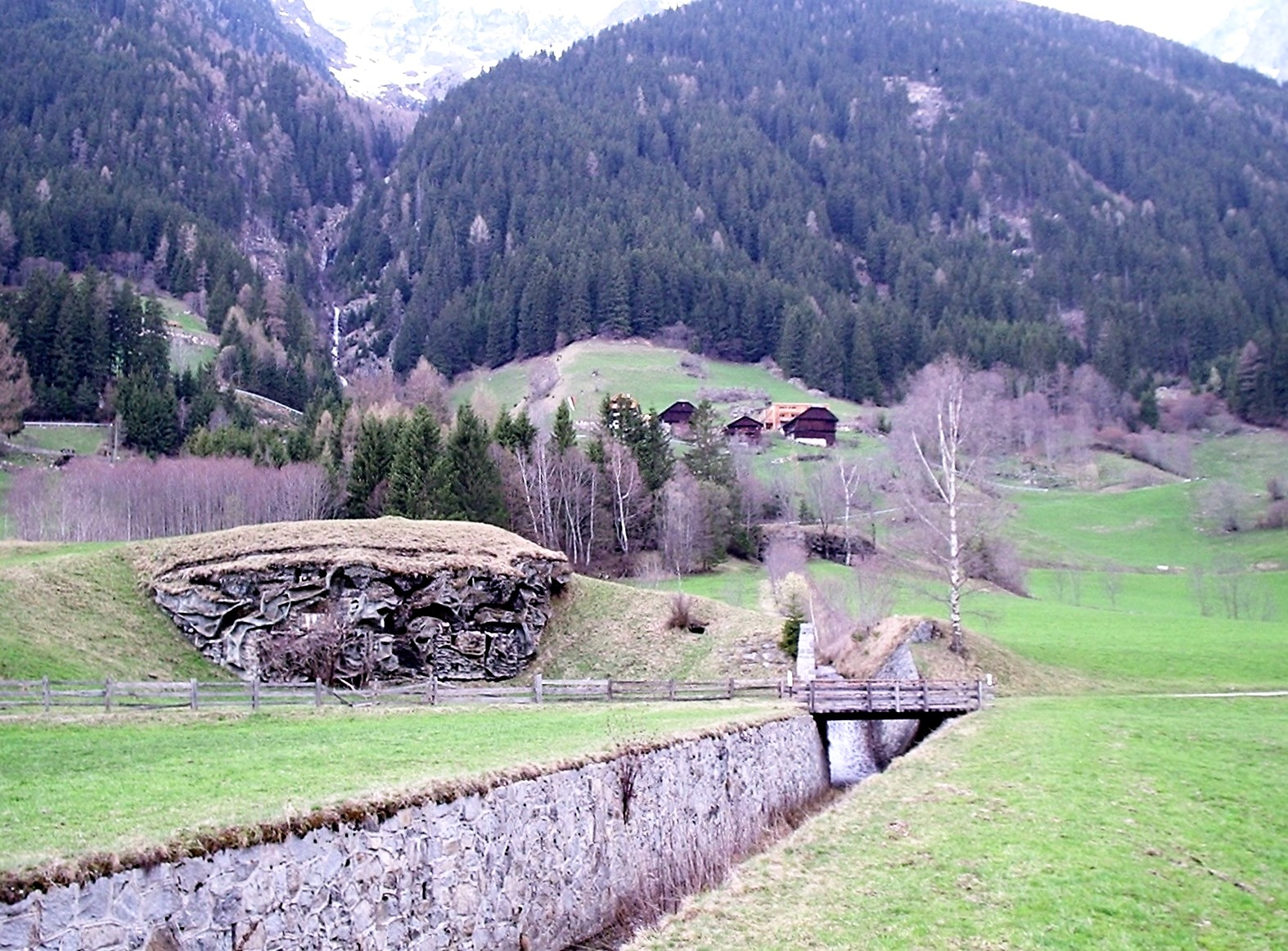
Felhagyott olasz erődök a völgyben (Mezzavalle)

A völgy legnagyobb részét sűrű lucfenyőerdők borítják. 1600–1700 m között ennek szubalpin változata jellemző, 1900–2000 m között havasi cirbolyafenyők zónája következik, Az erdőhatár 2200 méteren van. A völgy alsó zónáiban, a patakmeder mentén, a hordalékmezőkön hamvas éger erdősávok nőnek, ezek a vízfolyások mentén a lejtőkre is felnyúlnak. Télen gyakori a légköri inverzió jelensége, „hidegpárnák” miatt a völgytalpon is találunk magashegyi virágokat és kereklevelű harmatfüvet.

## Történelme
A völgy a korai középkortól az első világháború végéig Tirol része volt. Tirol grófjai várakat, később vadászkastélyokat, kúriákat építettek a völgyben. Az 1919-es saint-germaini békeszerződés értelmében harc nélkül került az Olasz Királysághoz. A megszállók az 1920-as években erődvonalakat építettek a völgy több pontján, osztrák támadással számolva. Ezeket csak az 1990-es években ürítették ki, miután Ausztria csatlakozott az Európai Unióhoz.
A völgy lakosságának 98,40%-a német, 1,16%-a olasz, 0,44%-a ladin anyanyelvű (2011).

## Közigazgatása, lakossága
A völgy teljes területe a két községből egyesített Rasen-Antholz (olaszul: Rasun Anterselva) községhez tartozik. A völgy bejáratától felfelé haladva egymás után következő településrészek (frakciók), zárójelben 1919 után kreált olasz nevükkel:
- Neunhäusern (Case Nove, 1000–1010 m), tkp. még a Puster-völgyben, Olang mellett,
- Niederrasen (Rasun di Sotto, 1010–1050 m tszf.), a községcsoport főhelye, 680 lakossal, az Antholzi-völgy bejáratában,
- Oberrasen (Rasun di Sopra, 1080–1110 m tszf.)
- Antholz Niedertal (Anterselva di Sotto, 1110–1140;m tszf.)
- Antholz Mittertal (Anterselva di Mezzo, 1240–1270;m tszf.)
- Antholz Obertal (Anterselva di Sopra, 1300;m tszf. fölött), a völgy nagy kanyarja után, elszórt házcsoportokból áll.[4]

## Közlekedése

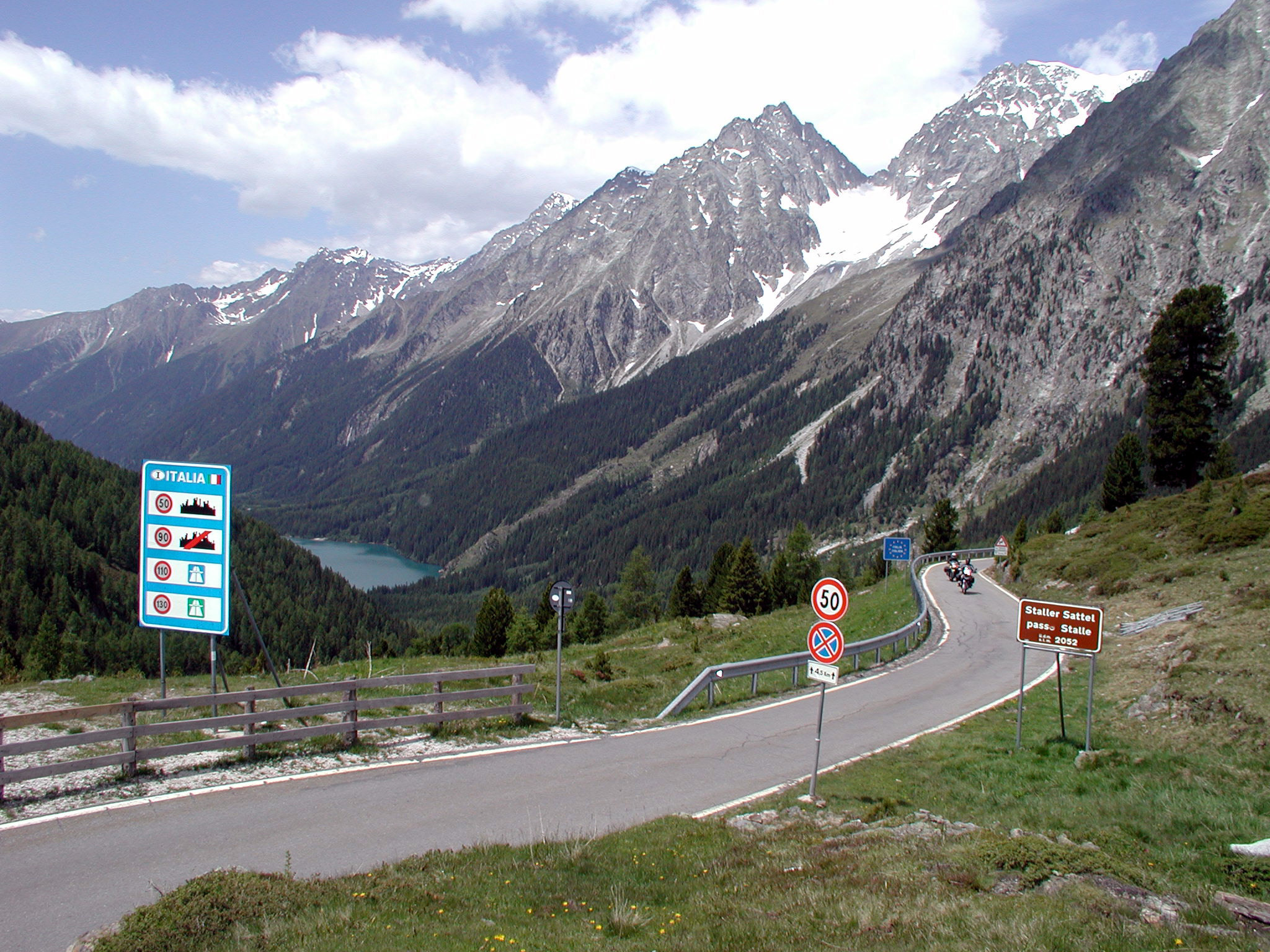
A Staller-nyereg útja

A kelet-nyugati irányú Puster-völgyben az olasz SS-49-es számú, nagy forgalmú állami főútvonal (Strada Statale 49 della Pusteria) halad, mely nyugaton Brixentől indul, keleten a silliani határátkelőig megy. Ausztriai folytatása a B100 szövetségi főút, amely a Puster-völgy osztrák szakaszán, a Dráva völgyében visz tovább kelet felé. Az Puster-völgyi főútból Olang városnál ágazik ki észak felé az SP-44-es sz. tartományi közút, az Antholzi-völgy útja, amely az Antholzi-tó partjáig egész évben járható. Innen meredek hegyi szerpentinút visz fel a Staller-nyeregbe, ez csak egy nyomon járható, a két forgalmi irányt felváltva engedik át, jelzőlámpákkal irányítva. A határhágó osztrák oldalán, a Defereggen-völgy felső végében fekszik a Felső-tó nevű tengerszem, innen Sankt Veit és Sankt Jakob községeken keresztül az osztrák B-108-as útra lehet lejutni, amely Lienzbe vagy Matreibe, a Felbertauern-alagúthoz vezet.

## Idegenforgalom, sport

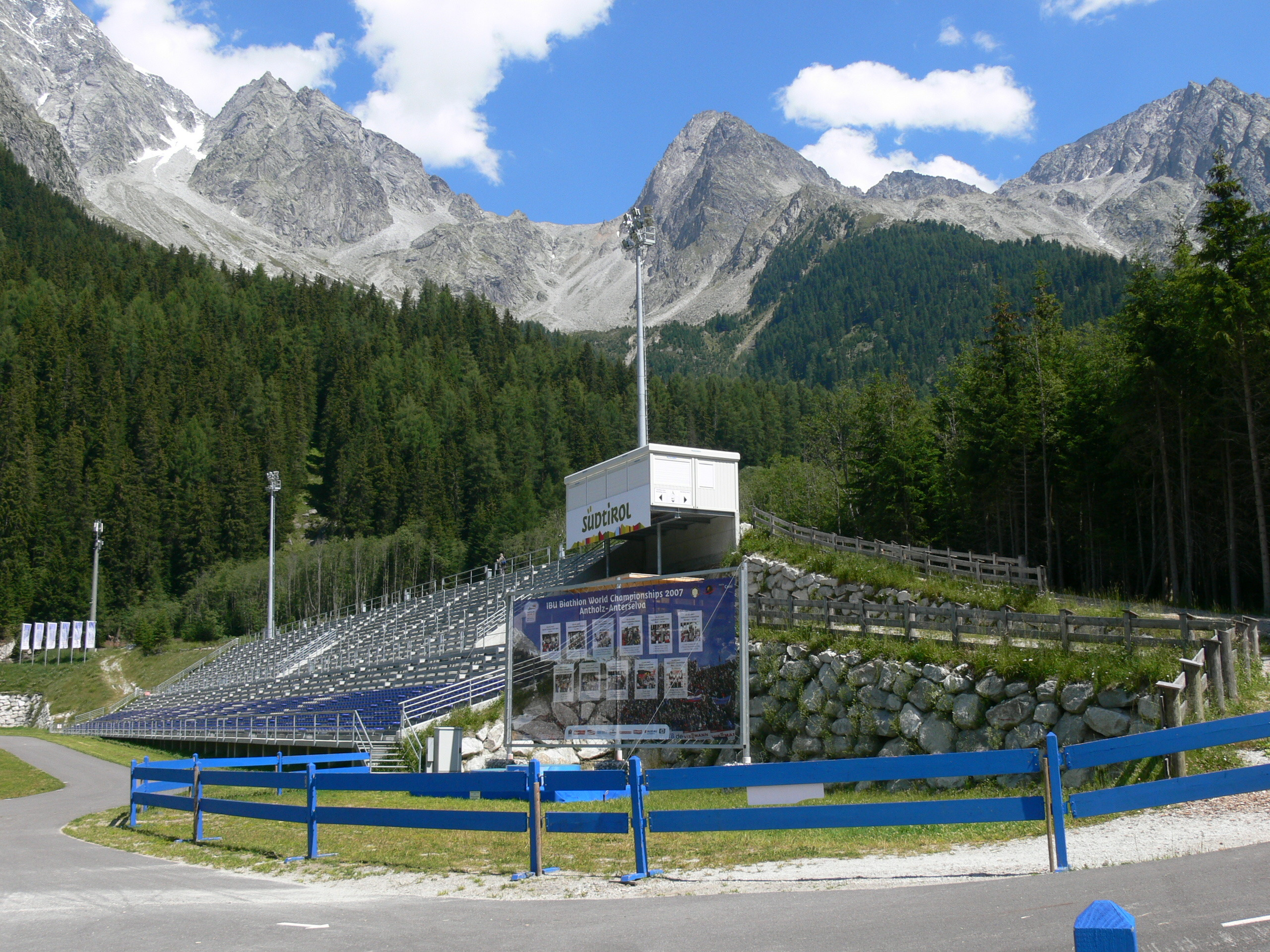
Antholz, a Südtirol Arena (nyári kép)

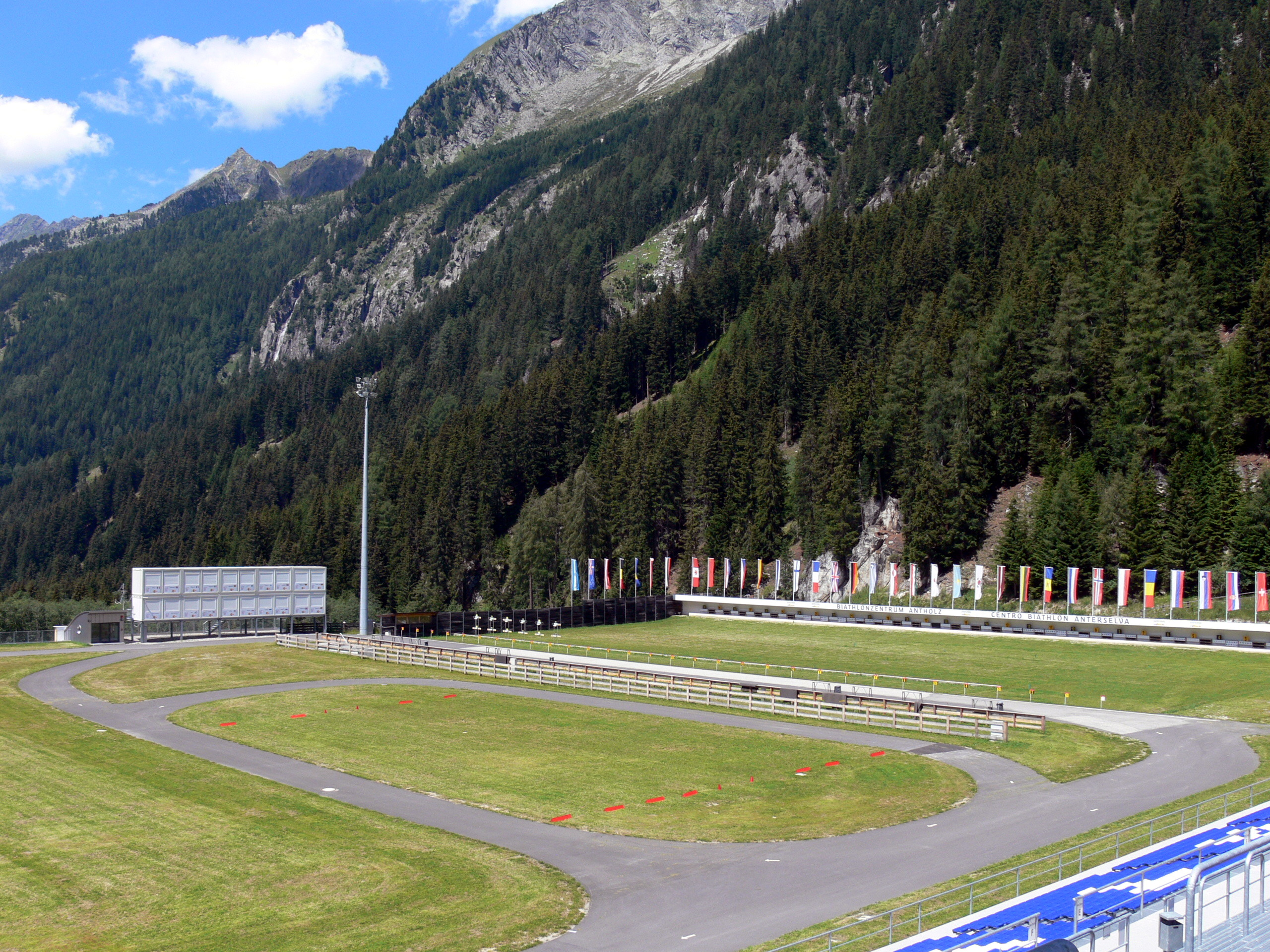
A biatlon-pálya lőállásai (nyári kép)

Az Antholzi-tó mellett,  1642 m magasságban épült fel 1971-ben a Südtirol Arena nevű biatlon-stadion, mely világhírt hozott Antholznak. Öt sílövő világbajnokságot rendeztek itt (1975, 1976, 1983, 1995, 2007), és két junior-világbajnokságot (1975, 1983). A legközelebbi felnőtt világbajnokságot 2017. január 18-22 között tervezik. Emellett minden évben biatlon világversenyek egy-egy futamát is megrendezik a völgyben. A sífutópályák különlegessége, hogy 1600 m fölötti magasságban húzódnak.
Az alpesi síelők számára a legközelebbi nemzetközi szintű síközpont a közeli Kronplatz, mely a völgyből autóval néhány perc alatt elérhető. Kronplatzi sípályái a Dolomiti Superski pályaszövetséghez tartoznak.
Nyáron az Antholzi-völgy körüli hegyek a hegyjáró kirándulóknak, mountain-bike-osoknak és sziklamászóknak egyaránt számos lehetőséget kínál. A Klammlrunde nevű mountain-bike körtúra tapasztalt sportolóknak ajánlott: indulás a dél-tiroli Rasenből (900 m), az Antholzi-völgyön át fel a Staller-nyeregre (2052 m), onnan át az osztrák (kelet-tiroli) Defereggen-völgy felső szakaszába, majd a Klamml-hágón (2288 m) át vissza az olasz (dél-tiroli) Rein-völgybe, onnan Sand in Taufers-en (864 m) és Brunecken (800 m) át vissza Rasenbe. Az útvonal hossza kb. 100 km.